# 下松バイパス

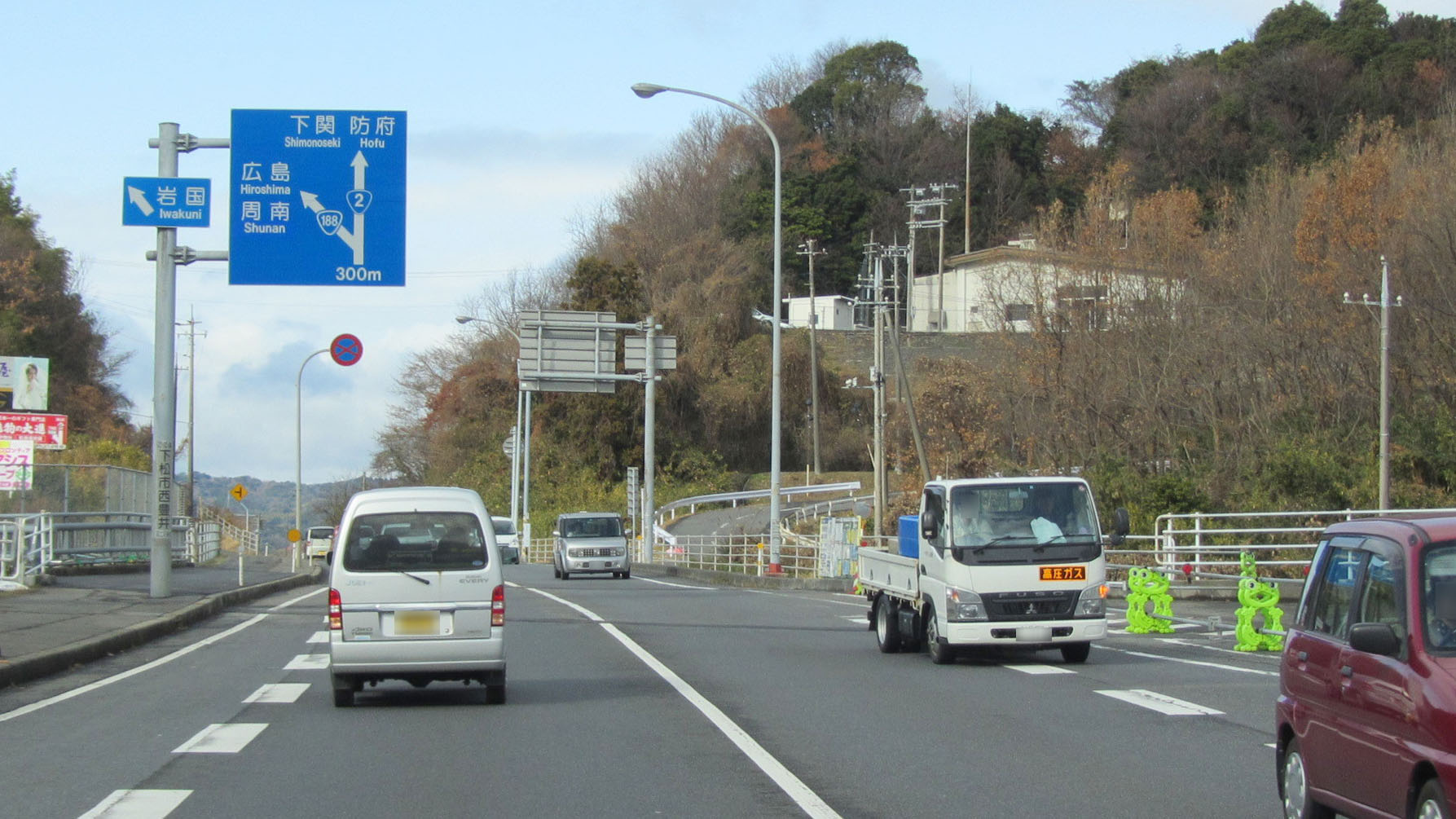
下松バイパス (国道2号との分岐)
山口県下松市桜町

下松バイパス（くだまつバイパス）は、山口県下松市東豊井恋ヶ浜から同市末武中に至る国道188号のバイパスである。

## 概要
かつて、下松バイパスに該当する区間の国道188号は下松市街地を経由し徳山市（現・周南市）遠石の遠石交差点で国道2号（現・山口県道347号下松新南陽線）と合流していた。この区間は車線数が2車線と交通量に対して十分なものと言えず、徳山市（当時）と下松市の間の広域物流交通および下松市街地内の生活交通が輻輳し、頻繁に交通渋滞が発生していた。これを解消するため、下松市街地の北側を迂回する形でバイパス道路の整備が計画され、国道2号周南バイパスと一体的に建設された。
なお、旧道は山口県道170号粭島櫛ヶ浜停車場線および山口県道366号徳山下松線となっている。

### 路線データ
- 路線名：国道188号
- 起点：山口県下松市東豊井恋ヶ浜
- 終点：山口県下松市（国道2号（周南バイパス起点）に接続）
- 全長：5.3km
- 車線数：4車線（暫定2車線で開通）

## 歴史
- 1970年（昭和45年）4月 - 事業化
- 1971年（昭和46年）4月 - 事業用地取得に着手
- 1972年（昭和47年）4月 - 道路本体工事に着工
- 1978年（昭和53年）6月 - 終点の山口県下松市末武中（末武中交差点）側より、2.1kmの区間が供用開始
- 1988年（昭和63年）12月 - 末武中交差点側から、さらに1.0kmの区間が延伸され供用開始
- 1991年（平成3年）3月 - 同市内東豊井恋ヶ浜までの未開通区間 (2.2km) の供用開始
- 1993年（平成5年）4月 - 本バイパスの全線開通に伴い、それまで国道188号であった下松市東豊井恋ヶ浜 - 周南市遠石3丁目（遠石交差点）の区間が山口県道366号徳山下松線に（栗屋交差点 - 櫛ケ浜駅前交差点は山口県道170号粭島櫛ヶ浜停車場線と重複）、遠石交差点 - 二番町交差点の区間が山口県道347号下松新南陽線に、二番町交差点 - 三田川交差点の区間が山口県道52号徳山港線になる[1]。
- 1996年（平成8年）3月 - 末武中交差点を跨ぎ周南バイパスと直結する「末武高架橋」（末武中交差点からの0.9km区間）が開通

## 路線状況
全線が暫定2車線で開通している。4車線化整備が可能な用地を取得済みであるが、2021年現在拡幅の計画はない。1996年（平成8年）3月には末武中交差点を跨ぎ周南バイパスと直結する「末武高架橋」（末武中交差点からの0.9km区間）が開通している。

### 道路施設
- 末武高架橋

## 地理

### 通過する自治体
- 山口県
  - 下松市

### 交差する道路
- 上側が起点側、下側が終点側。左側が上り側、右側が下り側。
- 交差する道路の特記がないものは市道。

| 交差する道路                     | 交差する道路          | 交差する場所 | 岩国から (km) |
| -------------------------------- | --------------------- | ------------ | ------------- |
| 国道188号 岩国・柳井方面         |                       |              |               |
| 県道366号徳山下松線              | 県道366号徳山下松線   | 東豊井       |               |
| 県道63号下松田布施線             | 県道63号下松田布施線  | 昭和通       |               |
| 県道41号下松鹿野線               | 県道41号下松鹿野線    | サンリブ南   |               |
| 国道2号（花岡拡幅）              | 県道347号下松新南陽線 | 末武中       |               |
| 国道2号（周南バイパス） 下関方面 |                       |              |               |

### 沿線の主な施設
- 下松市海岸通り緑地
- 下松公園
- 下松総合公園
- 下松市立下松小学校
- 下松市立下松中学校
- 下松市立豊井小学校
- サンリブ下松店